# Bubblicious
Bubblicious ist eine Kaugummi-Marke, die zum Mondelēz-International-Konzern gehört. Es wurde 1977 in den USA und Kanada eingeführt und war das erste softe Bubblegum seiner Art. Seit 2010 wird Bubblicious in Deutschland durch die Trebor Bassett Sharps GmbH, die deutsche Vertriebsgesellschaft des Cadbury-Konzerns (heute Mondelēz International) vertrieben.

## Produkte in Deutschland
In Deutschland werden drei verschiedene Produktgruppen Bubblicious angeboten: Bubblicious Sticks, das zuckerfreie Bubblicious Tutti Frutti und Bubblicious Magic Balls.
Die Bubblicious Sticks sind in Deutschland in den Sorten Ultimate Original (fruchtig), Strawberry Splash, Cola, Jenka (Minze) und Shake (Lakritz) erhältlich.
Das zuckerfreie Bubblicious Tutti Frutti ist ein zahnschonendes Bubblegum und behält dennoch seine Geschmacksintensität. Diese Kombination ist bei einem Bubblegum eher ungewöhnlich, jedoch ausgerichtet auf den recht jungen Markt der gesundheitsbewussten Kaugummis.
Die Bubblicious Magic Balls bestehen aus farblich unterschiedlichen kugelförmigen Kaugummis, die je nach Kombination unterschiedliche Geschmacksrichtungen ergeben. So ergibt z. B. die Kombination von Orange (orange Kugeln) und Birne (grüne Kugeln) eine neue Apfel-Geschmacksvariante. Auf diese Weise lassen sich aus einer Packung bis zu 6 Geschmacksrichtungen individuell vom Konsumenten selbst gestalten.

## Werbeaktivität
Bubblicious konnte den US-Basketballstar LeBron James für eine Werbekooperation in den USA gewinnen. 2005 entstand aus dieser Zusammenarbeit in den USA das Produkt LeBron's Lightning Lemonade.

## Trivia
Der Weltrekord für die meisten gleichzeitig geblasenen Kaugummi-Bubbles im Guinness-Buch der Rekorde wird von Bubblicious gehalten.
Es gibt eine Hanf-Sorte, die den Namen Bubblicious trägt und deren Geschmack und Geruch an fruchtigen Kaugummi erinnern.